# Merri Franquin
Pour les articles homonymes, voir Franquin (homonymie).
Merri Jean Baptiste Franquin, né  le 19 octobre 1848 à Lançon-Provence et mort le 22 janvier 1934 dans le 9e arrondissement de Paris, est un trompettiste français, professeur de trompette au Conservatoire de Paris de 1894 à 1925.  

## Biographie
À l'âge de 15 ans, il découvre un cornet dans la maison familiale et s'exerce en autodidacte pendant quatre ans. Un chef d'orchestre passant à Lançon l'entend jouer et lui conseille de le suivre à Marseille. Ainsi, en 1867, il est engagé comme cornettiste dans l'orchestre du casino de Marseille, puis comme soliste au Palais-Lyrique et au théâtre Chave. En 1870, il devient bugle solo dans l'orchestre de la garde nationale à Marseille, où il reste jusqu'à l'âge de 24 ans. Souhaitant découvrir la capitale, il se présente au Conservatoire de Paris, où il est admis le 7 mai 1872 dans la classe du célèbre cornettiste Jean-Baptiste Arban.
À 28 ans, il entre comme premier soliste à l'orchestre des Concerts Pasdeloup, où il reste de 1876 à 1892. Il occupe aussi le poste trompette solo aux Concerts Colonne de 1884 à 1892. De 1880 à 1901, il est également première trompette solo à l'orchestre de l'Opéra de Paris, ainsi qu'à l'Orchestre de la Société des concerts du Conservatoire de 1892 à 1901.
En 1894, il est nommé professeur au Conservatoire de Paris, place qu'il occupe jusqu'en 1925.

## Postérité
Merri Franquin fut le professeur de Georges Mager, première trompette du Boston Symphony Orchestra de 1919 à 1950, et d'Eugène Foveau, qui deviendra par la suite professeur de cornet au Conservatoire de Paris en 1925. Sa collaboration avec le compositeur roumain Georges Enesco le mena à la composition en 1906 de Légende, une œuvre majeure du répertoire pour trompette du XXe siècle. Avec la méthode Arban, la Méthode complète de trompette moderne, de cornet à pistons et de bugle de Merri Franquin devint une référence pour beaucoup de trompettistes, notamment Maurice André. L'accomplissement le plus notable de Franquin durant son temps au Conservatoire de Paris est sa pression pour remplacer la trompette en Fa par la trompette en Ut, instrument plus polyvalent dans l'orchestre. Une version de cet instrument fut introduite dans les orchestres symphoniques américains par Georges Mager et continue à être largement utilisée aux États-Unis.